# Nimpkish Lake
Nimpkish Lake är en sjö i Kanada.   Den ligger i provinsen British Columbia, i den sydvästra delen av landet, 3 800 km väster om huvudstaden Ottawa. Nimpkish Lake ligger 20 meter över havet. Arean är 39 kvadratkilometer. Den sträcker sig 23,4 kilometer i nord-sydlig riktning, och 7,9 kilometer i öst-västlig riktning.
I omgivningarna runt Nimpkish Lake växer i huvudsak barrskog. Trakten runt Nimpkish Lake är nära nog obefolkad, med mindre än två invånare per kvadratkilometer.